# رد لیک فالز (مینه‌سوتا)
رد لیک فالز، مینه‌سوتا (به انگلیسی: Red Lake Falls, Minnesota) یک شهر در ایالات متحده آمریکا است که در شهرستان رد لیک، مینه‌سوتا واقع شده‌است.

## خصوصیات
رد لیک فالز ۵٫۲۶ کیلومترمربع مساحت و ۱٬۴۲۷ نفر جمعیت دارد و ۳۱۶ متر بالاتر از سطح دریا واقع شده‌است.